# Melvold-Nunatakker
Die Melvold-Nunatakker sind eine Gruppe kleiner Nunatakker im ostantarktischen Prinzessin-Elisabeth-Land. In den Grove Mountains liegen sie 23 km westlich des Mount Harding.
Kartiert wurden die Nunatakker anhand von Luftaufnahmen, die zwischen 1956 und 1960 im Rahmen der Australian National Antarctic Research Expeditions entstanden. Das Antarctic Names Committee of Australia (ANCA) benannte sie nach Clarence D. Melvold, Funker auf der Mawson-Station im Jahr 1962.